# مالك الوس (بيش كوه زلاغي)
مالك الوس (بالفارسية: ملک الوس) هي قرية تقع في إيران في قسم بیش کوه زلاغي الریفي. يقدر عدد سكانها بـ 24 نسمة .